# Eurocode 3
Der Eurocode 3 (oft kurz EC 3) ist die Bezeichnung der europäischen Norm EN 1993 mit dem Titel Bemessung und Konstruktion von Stahlbauten und Bestandteil der Reihe der Eurocodes.
Die EN 1993, die durch die Mitgliedsstaaten des Europäischen Komitee für Normung (CEN) jeweils als nationale Norm übernommen wurde, untergliedert sich in insgesamt 20 Teilnormen.
Die Normen zum Eurocode 3 gelten für die Bemessung und Konstruktion von Stahlbauten und Stahlbauteilen. Sie behandeln Anforderungen an die Gebrauchstauglichkeit, die Tragfähigkeit, die Dauerhaftigkeit und den Feuerwiderstand von Tragwerken aus Stahl. Andere Anforderungen, wie z. B. Wärmeschutz oder Schallschutz, werden nicht berücksichtigt.
Zur Anwendung kommt die Norm immer in Verbindung mit den Normen Eurocode 0 und Eurocode 1, welche die Grundlagen der Tragwerksplanung bzw. die Einwirkungen auf Tragwerke festlegen.

## Liste aller Eurocode 3 Teile
- Teil 1-1: Allgemeine Bemessungsregeln und Regeln für den Hochbau
- Teil 1-2: Allgemeine Regeln – Tragwerksbemessung für den Brandfall
- Teil 1-3: Allgemeine Regeln – Ergänzende Regeln für kaltgeformte Bauteile und Bleche
- Teil 1-4: Allgemeine Bemessungsregeln – Ergänzende Regeln zur Anwendung von nichtrostenden Stählen
- Teil 1-5: Plattenförmige Bauteile
- Teil 1-6: Festigkeit und Stabilität von Schalen
- Teil 1-7: Plattenförmige Bauteile mit Querbelastung
- Teil 1-8: Bemessung von Anschlüssen
- Teil 1-9: Ermüdung
- Teil 1-10: Stahlsortenauswahl im Hinblick auf Bruchzähigkeit und Eigenschaften in Dickenrichtung
- Teil 1-11: Bemessung und Konstruktion von Tragwerken mit Zuggliedern aus Stahl
- Teil 1-12: Zusätzliche Regeln zur Erweiterung von EN 1993 auf Stahlgüten bis S700
- Teil 2: Stahlbrücken
- Teil 3-1: Türme, Maste und Schornsteine – Türme und Maste
- Teil 3-2: Türme, Maste und Schornsteine – Schornsteine
- Teil 4-1: Silos
- Teil 4-2: Tankbauwerke
- Teil 4-3: Rohrleitungen
- Teil 5: Pfähle und Spundwände
- Teil 6: Kranbahnen

(Quelle:)